# Paraschizidium levithae
Paraschizidium levithae är en kräftdjursart som beskrevs av Sfenthourakis 1995. Paraschizidium levithae ingår i släktet Paraschizidium och familjen klotgråsuggor. Inga underarter finns listade i Catalogue of Life.